# Trulli
Trulli, eller i ental trullo, er en hustype, der er karakteristisk for byen Alberobello og dens omegn i Apulien, Italien. Hustypen er kendt tilbage fra det 15. århundrede. Alberobello blev i 1996 optaget på Unescos liste over verdenskulturarv på grund af sine trulli.
Trulli er især karakteriseret ved deres kegleformede tage, der tit er dekoreret med symboler af kristen, hedensk eller primitiv art, der skulle beskytte ejeren mod trolddom og onde øjne. Trulli er desuden karakteriseret ved meget tykke mure, og ved at de er bygget helt uden brug af bindemiddel. De er således også relativt lette at bygge og fjerne igen, og det menes faktisk også, at husene tidligere tit blev fjernet, når skattemyndighederne kom på besøg, således at man undgik at betale høje ejendomsskatter.
I Alberobello består hele den gamle bydel af trulli. Der er således mere end 1400 trulli i de to kvarterer Rione Monti og Rione Piccola. Også i landområderne omkring byen ses mange enkeltstående trulli. I Alberobello ses desuden flere sammenbyggede trulli og en kirke, hvis arkitektur er inspireret af trulli.